# Double Live (Butthole Surfers)
Double Live è un doppio album dal vivo del gruppo musicale statunitense Butthole Surfers, pubblicato nel 1989.

## Tracce

### Vinile
Side 1
1. Too Parter – 4:03
2. Psychedelic Jam – 8:41
3. Ricky – 2:42
4. Rocky – 3:37
5. Gary Floyd – 1:47

Side 2
1. Florida – 3:43
2. John E. Smoke – 7:03
3. Tornadoes – 2:47
4. Pittsburg to Lebanon – 3:00
5. The One I Love – 7:57

Side 3
1. Graveyard – 4:01
2. Sweatloaf – 3:57
3. Backass – 6:02
4. Paranoid – 5:45
5. Fast – 1:47

Side 4
1. I Saw an X-Ray of a Girl Passing Gas – 4:18
2. Strawberry – 3:25
3. Jimi – 7:34
4. Lou Reed – 9:35

### CD
Disco 1
1. Too Parter – 4:03
2. Psychedelic Jam – 8:41
3. Ricky – 2:42
4. Rocky – 3:37
5. Gary Floyd – 1:47
6. Florida – 3:43
7. John E. Smoke – 7:03
8. Tornadoes – 2:47
9. Pittsburg to Lebanon – 3:00
10. The One I Love – 7:57
11. Hey – 2:30
12. Dum Dum – 3:00
13. No Rule – 2:11
14. U.S.S.A. – 4:21
15. Comb – 8:01

Disco 2
1. Graveyard – 2:35
2. Sweatloaf – 5:23
3. Backass – 6:02
4. Paranoid – 5:45
5. Fast – 1:30
6. I Saw an X-Ray of a Girl Passing Gas – 4:26
7. Strawberry – 3:25
8. Jimi – 7:34
9. Lou Reed – 9:35
10. Kuntz – 2:30
11. 22 Going on 23 – 4:07
12. Creep in the Cellar – 2:40
13. Suicide – 1:36
14. Something – 9:31

## Formazione
- Gibby Haynes – voce, chitarra
- Paul Leary – chitarra, voce (in Gary Floyd, Paranoid e Something)
- Jeff Pinkus – basso
- King Coffey – batteria
- Teresa Nervosa – batteria